# Monarcha melanopsis
Monarcha melanopsis là một loài chim trong họ Monarchidae.